# Intricatotrypanius
Intricatotrypanius es un género de escarabajos longicornios de la tribu Acanthocinini que contiene una sola especie, Intricatotrypanius intricatus. La especie fue descrita por Gressitt en 1956.
Se distribuye por Micronesia. Mide aproximadamente 11,5-14 milímetros de longitud.